# Davi Stuart, Duque de Rothesay
Davi Stuart (24 de outubro de 1378 – Palácio de Falkland, 26 de março de 1402) foi o herdeiro do trono da Escócia a partir de 1390 e o primeiro duque de Rothesay desde 1398. Também foi conde de Atholl (1396-1402) e de Carrick (1378-1402).

## Biografia
David Stewart era filho do rei Roberto III da Escócia e de Anabela Drummond. Devido à doença de seu pai, Davi se tornou "lugar-tenente" do reino em 1399, numa época de inquietação civil e de conflito com o país vizinho Inglaterra. Seu maior inimigo era seu tio, o experiente Roberto Stuart, duque de Albany, que tinha servido como protetor do reino até então. Albany deteve Davi e o fez prisioneiro. Ele morreu em 1402, em circunstâncias incertas, provavelmente por ordem do próprio Albany.
Foi planejado o seu casamento com a filha de Jorge, conde de March, e de Cristina Dunbar, mas Davi acabou casando em 1399 ou 1400 com Marjorie Douglas (que morreu em 1421), filha de Arquibaldo Douglas, apelidado the Grim, 3º conde de  Douglas (1328-1400) e de Joana Moray, herdeira de Bothwell. Davi e Marjorie não tiveram filhos.
Em 1406, o irmão mais novo de Davi, Jaime Stewart, sucedeu Roberto III no trono.